# Frédéric Ozanam
Pour les articles homonymes, voir Frédéric, Ozanam et Apôtre de la Charité.
Antoine-Frédéric Ozanam, né le 23 avril 1813 à Milan (alors française, dept. de Taro) et mort le 8 septembre 1853 à Marseille, est un professeur de littérature étrangère à la Sorbonne, fondateur de la Société de Saint-Vincent-de-Paul, historien et essayiste catholique français ; il a été béatifié par le pape Jean-Paul II le 22 août 1997. Proche des doctrines de Lamennais, il fut l’un des principaux penseurs d’une théorie néocatholique de l’art et de l’esthétique chrétiens après la Révolution française.

## Biographie

### Origine familiale, enfance et jeunesse lyonnaises (1813-1831)

#### Une famille entre la Bresse, l'Italie et Lyon
Le père de Frédéric Ozanam, Jean-Antoine-François Ozanam (1773-1837), originaire de la Dombes, était fils d'un notaire royal, « châtelain », de Chalamont ; après des études de droit à Bourg-en-Bresse et à Lyon, il est clerc de notaire à Pont d'Ain ; « soldat de l'an II », il intègre le 1er régiment des hussards, devient sous-lieutenant en 1796 et participe jusqu'en 1799, en officier de cavalerie, à la campagne d'Italie. Revenu à la vie civile en 1800, il se place dans une maison de commerce de soierie à Lyon (Maison Dantoine), se marie avec Marie Nantas (1781-1839), fille d'un négociant en soie de Lyon, Mathieu Nantas de qui Jean-Antoine-François devient l'associé avant de s'installer à Paris où il s'associe à la maison de l'un de ses beaux-frères (Haraneder Frères) mais fait faillite en 1803.

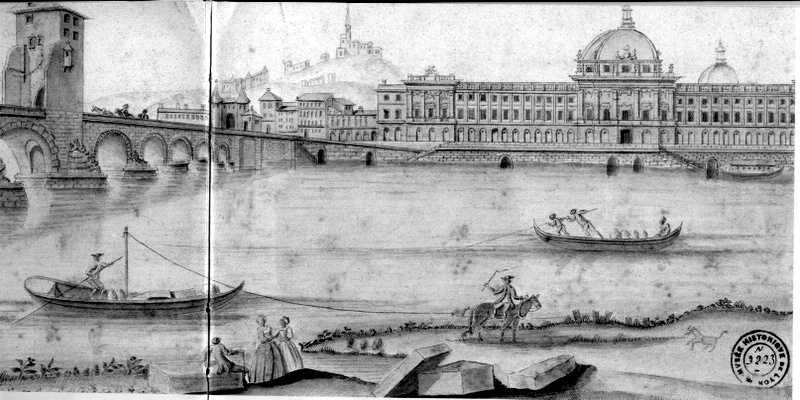
Hôtel-Dieu de Lyon au XVIIIe siècle.

L'Italie l'attire ; il y part en 1807 et finit par se fixer en 1809 à Milan, alors capitale du royaume d'Italie. C'est là que Jean-Antoine-François devient médecin en 1810 et que son fils Frédéric naît. À la chute de l'Empire, le royaume d'Italie disparaît et Milan devient Autrichienne tandis que la maison de Bourbon retrouve le trône de France.
Jean-Antoine-François Ozanam rentre en 1816 à Lyon où il est nommé à l'Hôtel-Dieu comme médecin suppléant en 1818 puis comme titulaire de 1823 à 1834. Le docteur Ozanam est domicilié avec sa famille au 5 rue Pizay. Une plaque, apposée sur la façade de l'immeuble, indique : « Frédéric Ozanam 1813-1853, historien et littérateur, fondateur des conférences Saint-Vincent-de-Paul, vécut dans cette maison ».

#### Un élève brillant, disciple de l'abbé Noirot
Frédéric Ozanam poursuit des études classiques au collège royal de Lyon où il entre en 1822. Il a pour condisciples Joseph Artaud, Hippolyte Fortoul, Louis Janmot, Antoine Bouchacourt, Hugues-André Rambaud (qui épousera sa cousine Coralie Coste) etc. avec lesquels il noue de forts liens d'amitié. Son professeur de philosophie est le célèbre abbé Noirot. C'est un élève brillant, troublé pendant quinze mois par une crise de doute religieux. C'est l'enseignement de ce professeur qui, selon Frédéric lui-même, « mit dans mes pensées l'ordre et la lumière, je crus désormais d'une foi rassurée, et, touché d'un bienfait si rare, je promis à Dieu de vouer mes jours au service de la vérité qui me donnait la paix ».

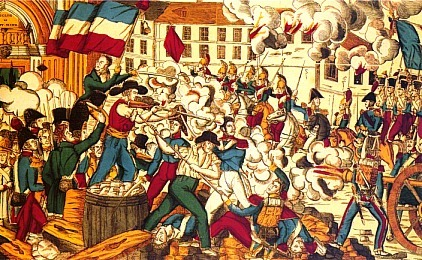
Révolte des Canuts de Lyon, 1831.

Déjà il aime écrire, participant dès l'âge de quinze ans au journal L'Abeille Française fondé par Legeay et l'abbé Noirot. Sa collaboration se poursuit jusqu'en janvier 1832 et son apport représente plus de 250 pages. Cette vocation pour le journalisme se poursuit :  il n'a que dix-huit ans, ses Réflexions sur la doctrine de Saint Simon, parues dans Le Précurseur les 11 et 14 mai 1831, reçoivent les éloges de Lamartine, Lamennais, Chateaubriand et Tocqueville. Devenu bachelier ès lettres en 1829, selon la volonté de son père qui souhaite le voir entrer dans la magistrature, il entre d'abord en stage chez un avoué lyonnais avant de partir en octobre 1831 poursuivre ses études à l’École de droit de Paris juste avant les émeutes ouvrières lyonnaises.

### L'étudiant parisien (1831-1836)

#### Le provincial à Paris
Frédéric Ozanam découvre alors la capitale qui le déçoit et l'effraie : il regrette Lyon et cherche la compagnie de ses amis étudiants lyonnais. Deux personnalités lyonnaises l'influencent : André-Marie Ampère chez qui il trouve un temps un logement et Pierre-Simon Ballanche dont il admire l'esprit de liberté et de solidarité. Il suit ses études de droit, fréquente assidûment la bibliothèque de l'Institut, continue l'étude de l'hébreu et du sanskrit commencée à Lyon et son goût pour les lettres s'affirme de plus en plus. Il passe sa licence en droit en 1834 et son doctorat en 1836, il obtient aussi en 1835 sa licence ès lettres.

#### Un catholique heurté par le rationalisme et le voltairianisme
L'atmosphère d'incrédulité qu'il rencontre dans le milieu universitaire heurte ce fervent catholique. Il n'hésite donc pas à intervenir à la fin des cours pour protester contre les attaques que certains professeurs rationalistes prononçaient contre l’Église et le christianisme. Il aime la fréquentation des intellectuels catholiques libéraux, Lamennais, Lacordaire, Montalembert et Lamartine. Il est reçu dans le salon de Mme de Lamartine et, accompagné de J.-J. Ampère, dans celui de Mme Récamier. Il participe à la Conférence d'Histoire fondée par Emmanuel-Joseph Bailly de Surcy où les jeunes étudiants catholiques, parmi lesquels La Villemarqué et Francheville, retrouvaient des incroyants pour discuter de sujets divers. C'est là qu'il entend cette critique de la part d'un jeune saint-simonien : « Le christianisme a fait autrefois des prodiges, mais aujourd'hui, il est mort. Vous vous vantez d'être catholiques, que faites-vous ? Où sont les œuvres qui démontrent votre foi et qui peuvent nous la faire respecter et admettre ? » C'est ce qui le détermine à s'orienter vers l'aide aux plus démunis : le 23 avril 1833, il fonde avec des amis étudiants, paroissiens comme lui de l'église Saint-Étienne-du-Mont, une petite société vouée au soulagement des pauvres, qui prend le nom de Conférence de la charité.

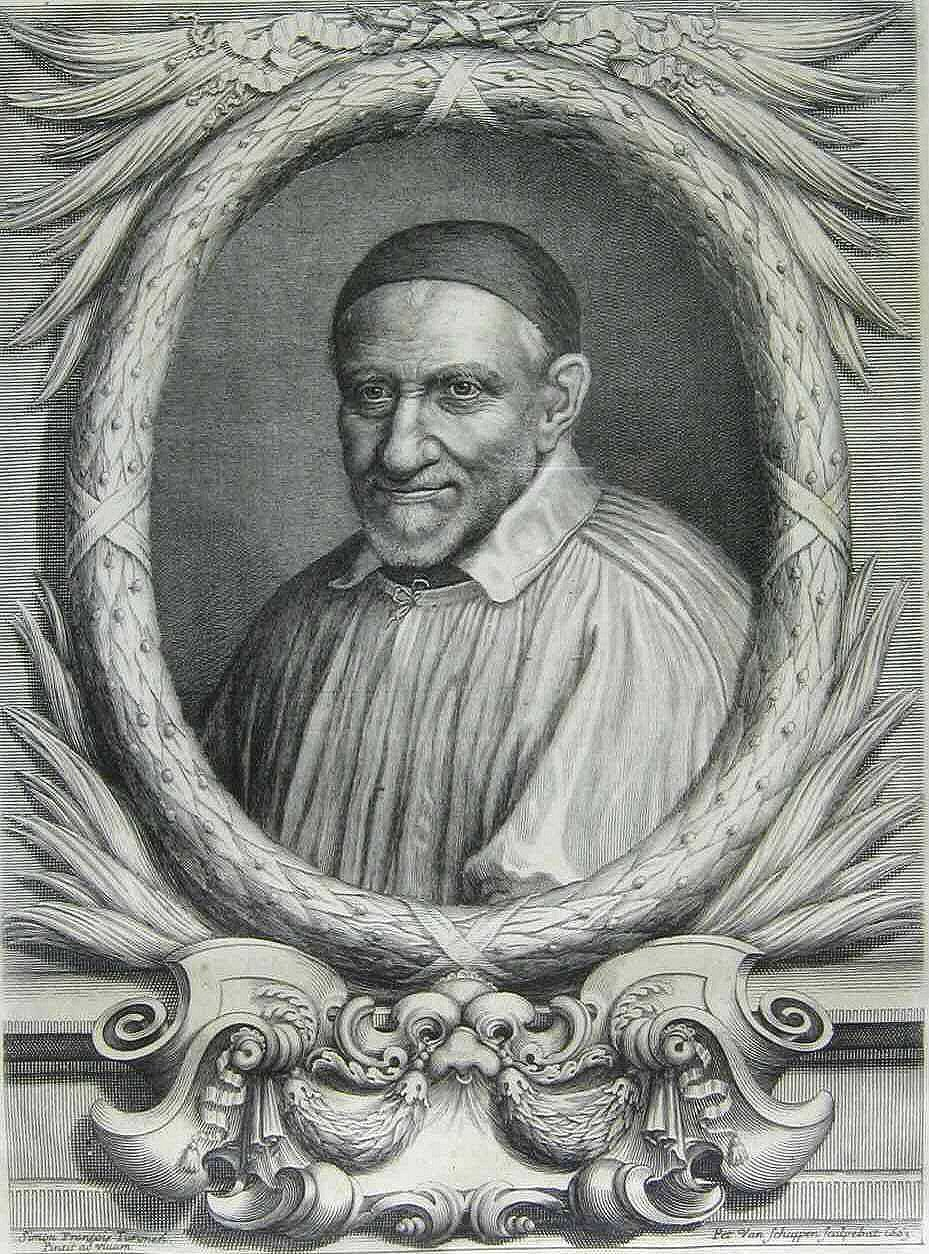
Saint Vincent de Paul.

#### Un des fondateurs de la Société de Saint-Vincent-de-Paul
La conférence se place peu après sous le patronage de saint Vincent de Paul. Les familles visitées sont signalées à la conférence par sœur Rosalie Rendu, une fille de la Charité très active dans les quartiers pauvres de Paris, principalement des 5e et 13e arrondissements. Bailly de Surcy aide la nouvelle société à s'organiser, lui prêtant notamment le bureau de son journal, la Tribune Catholique, situé au no 18 de la rue du Petit Bourbon-Saint-Sulpice (aujourd'hui no 38 de la rue Saint-Sulpice), et il en est le premier président. L'action entreprise a un triple but, exercer la charité chrétienne envers les pauvres, préserver moralement les jeunes gens contre « les tentations du monde » et fortifier leur foi, enfin faire une action à caractère social : « La question qui agite aujourd'hui le monde autour de nous […] est une question sociale ; c'est la lutte de ceux qui n'ont rien et de ceux qui ont trop ; c'est le choc violent de l'opulence et de la pauvreté qui fait trembler le sol sous nos pas. » Toute sa vie, Frédéric Ozanam reste attaché à la Société de Saint-Vincent-de-Paul, participant à son développement et à son rayonnement mais refusant toujours la fonction de président.

#### À l'origine des «Conférences de Carême de Notre-Dame de Paris»

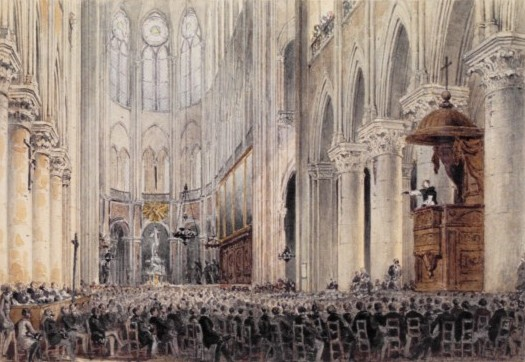
Lacordaire à N.-D. de Paris (v. 1845), anonyme, BnF.

Parallèlement à la fondation de la Conférence de charité, Frédéric Ozanam, convaincu qu'« il faut que, quelque part, une parole de croyant soit dite, qu'un enseignement religieux soit donné, à un niveau de compétence et de notoriété qui fasse pièce aux doctrines rationalistes que diffusent les maîtres des chaires officielles », fait parvenir, dès 1833, avec deux de ses camarades étudiants, à Hyacinthe de Quélen, archevêque de Paris, une pétition signée d'une centaine d'étudiants catholiques pour que soient organisées des conférences à Notre-Dame de Paris avec un prédicateur prestigieux. La pétition est renouvelée l'année suivante, elle a près de 200 signatures et elle reçoit satisfaction : ces conférences ont lieu pour la première fois au Carême 1834. En 1835, prêchées par Lacordaire, elles obtiennent un immense succès.

### L'heure des choix (1836-1841)

#### Droit ou Lettres?

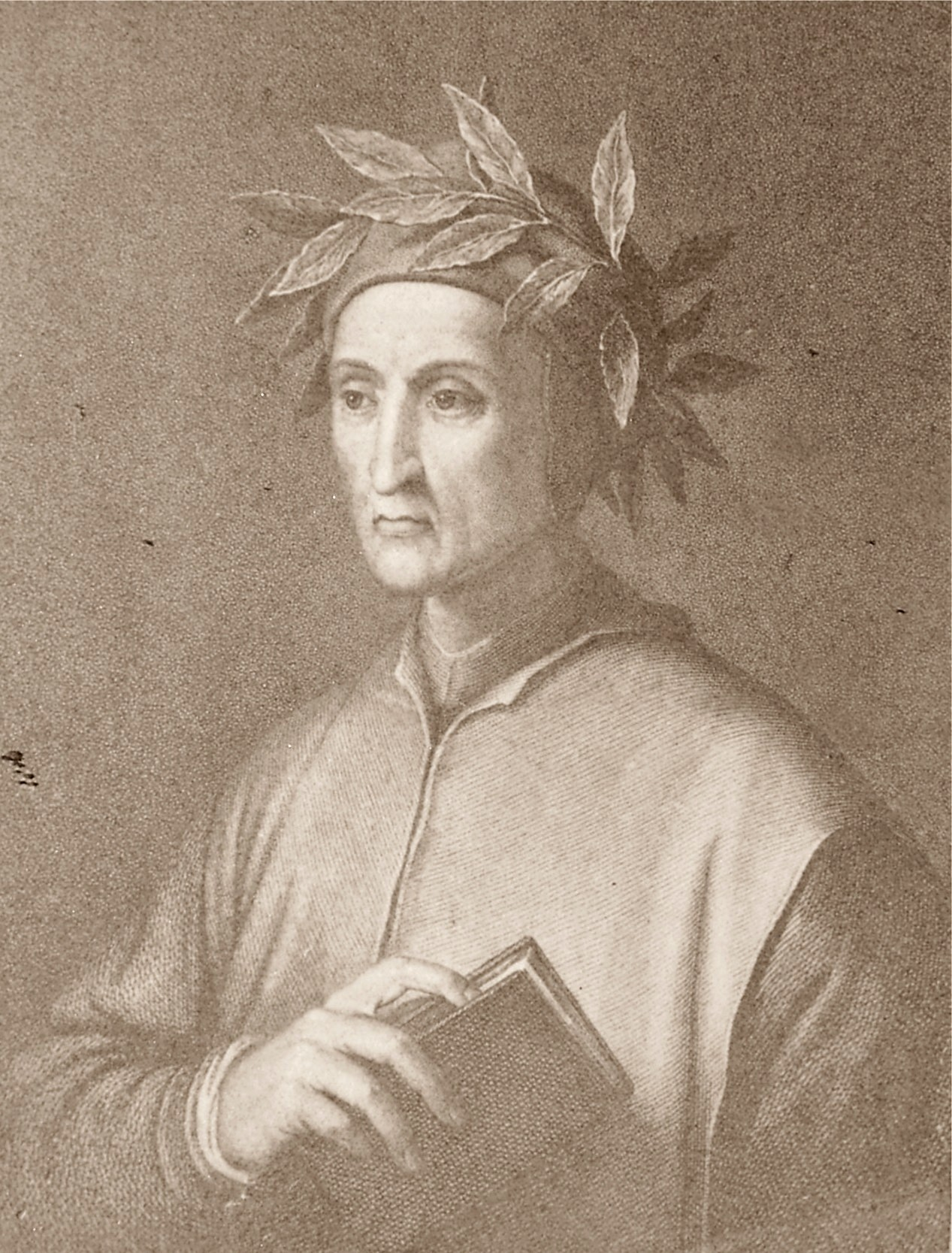
Dante Alighieri.

À Paris, Frédéric Ozanam a obtenu, selon les vœux de son père, la licence puis le doctorat de droit. Il devient avocat et pratique quelque temps ce métier à la Cour royale de Lyon où il revient en 1836. Il exerce cette profession sans conviction car il est davantage attiré par le professorat. Aussi s'intéresse-t-il au projet formé par des notabilités lyonnaises de créer une chaire de droit commercial ; il songe à s'y présenter et recherche des appuis à sa candidature.
Passionné simultanément de Lettres et d'Histoire, il prépare ses thèses de doctorat ès-lettres qu'il soutient le 7 janvier 1839 à la Faculté de Paris. La première, en français, traite de Dante : Dante et la philosophie catholique au XIIIe siècle. La deuxième, en latin, traite de la descente aux enfers des héros selon les poètes antiques.
La chaire de professeur de philosophie au collège d'Orléans lui est proposée mais il opte pour celle de droit commercial de Lyon, finalement créée et obtenue, qui lui permet de rester dans sa ville. Il ouvre son cours de droit commercial en décembre 1839.
Sa préférence pour la littérature, lui donne l'ambition, avec l'appui de Victor Cousin, nommé ministre de l'Instruction publique en mars 1840, d'obtenir la succession d'Edgar Quinet à la chaire de littérature étrangère de Lyon. Victor Cousin lui demande de se présenter auparavant à l'agrégation de littérature qui vient d'être instituée. Frédéric la prépare, il est reçu premier ; aussitôt Fauriel, titulaire de la chaire de littérature étrangère de la Sorbonne, demande et obtient qu'Ozanam soit nommé son suppléant en octobre 1840. À partir de 1844, Frédéric Ozanam enseigne en tant que professeur de littérature étrangère à la Sorbonne.

#### Sacerdoce ou mariage?
Réservé vis-à-vis des femmes et réticent à l'idée du mariage, Frédéric Ozanam se pose la question d'une vocation religieuse au point d'en parler à Lacordaire. Il est attiré par l'ordre de Saint-Dominique que celui-ci tente de rétablir en France. Avec les conseils de l'abbé Noirot et de certains amis, il opte pour le mariage. Le 24 novembre 1840, avant son départ de Lyon, il se fiance avec (Marie Joséphine) Amélie Soulacroix (1820-1894), la fille du recteur de l'Académie de Lyon, Jean-Baptiste Soulacroix, et de Zélie Magagnos. Le mariage est célébré le 23 juin 1841, la cérémonie religieuse se déroule à l'église Saint-Nizier de Lyon. En septembre de l'année suivante, le couple part la Sicile pour un très long voyage à travers l'Italie, puis s'installe à Paris à la fin de 1841. Quatre années plus tard, Frédéric devient le père d'une petite fille qu'il appelle Marie.

### Le professeur de Sorbonne: ses travaux, son œuvre et son message intellectuel (1841-1853)

#### Suppléant de Fauriel puis successeur comme titulaire de la chaire de littérature étrangère

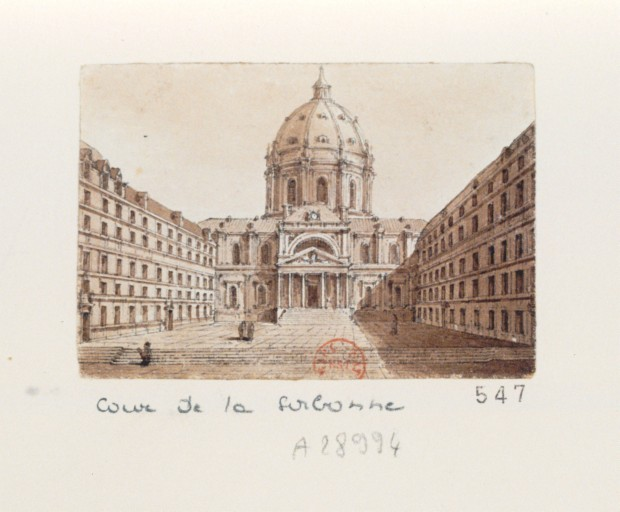
La cour de la Sorbonne au début du XIXe siècle, par Christophe Civeton.

L'enseignement des littératures étrangères est récent, la chaire de la Sorbonne n'est créée que depuis 1830 et confiée alors à Fauriel. Les cours de Frédéric Ozanam portent la première année sur la littérature allemande du douzième au quinzième siècle. De 1842 à 1845, après un voyage en Italie du Sud et à Rome accompagné de sa jeune femme, il aborde l'histoire littéraire de l'Italie aux siècles barbares, intégrant l'étude du monachisme et de la papauté et évoquant l'influence de Dante.
Fauriel décède en juillet 1844, Frédéric Ozanam lui succède, il est nommé officiellement titulaire de la chaire en novembre 1844 malgré ses convictions religieuses et dans un contexte politique de rapports difficiles entre l’Église et l'Université au sujet de la liberté de l'enseignement. En mai 1846, les cinq années de carrière universitaire qu'il a accomplies lui valent d'être nommé chevalier de l'Ordre Royal de la Légion d'honneur.
Ses cours en 1845-1846 portent sur les origines de la littérature anglaise. Après un nouveau voyage en Italie en 1847, il entreprend l'étude de la civilisation au Ve siècle et, plus largement, l'histoire littéraire des temps barbares. En 1852, quand il part se soigner dans les Pyrénées, conscient de ses lacunes sur les origines de la littérature espagnole, il commence à rassembler une vaste documentation et va à Burgos, rapportant Un pèlerinage au pays du Cid. Frédéric Ozanam, dans la tradition de son maître Fauriel, vise à l'universalité, il est un « modèle d'esprit comparatiste, refusant l'existence de cloisons étanches entre les littératures, mais évitant un nivellement désastreux en sachant établir et exprimer avec bonheur le génie de chaque langue et de chaque littérature ». Il est l'un des fondateurs de la littérature comparée.

#### Historien précurseur
La littérature permet à Ozanam de retrouver l'histoire, et l'histoire des religions. S'intéressant aux origines chrétiennes, son étude sur le passage de l'Antiquité au Moyen Âge à l'occasion de ses cours de 1847 et 1848 (Études germaniques) fait de lui un historien précurseur. Avant Henri Pirenne, il montre qu'il n'y a pas de coupure entre l'Antiquité et le Moyen Âge ; avant H.-I. Marrou, il étudie en détail l'école au IVe siècle et sa survie aux siècles suivants ; avant Dumézil, il compare la société germanique et celle de l'Inde et de la Perse. La nouveauté de son travail réside autant dans les « champs » qu'il aborde (étude de la « civilisation matérielle », des voies de commerce, des grands domaines agricoles, de la vie urbaine) que dans ses méthodes : il va aux sources et les cite ; il publie des documents inédits ; il s'informe des fouilles archéologiques et se sert de la numismatique.
Il s'affirme en historien chrétien, et son grand projet est de nature apologétique : montrer le christianisme « civilisant les Barbares par son enseignement, leur transmettant l'héritage de l'Antiquité, créant, avec la vie religieuse et la vie politique, l'art, la philosophie et la littérature au Moyen Âge ». Son but est « de faire connaître cette longue et laborieuse éducation que l'Église donna aux peuples modernes » ; pour lui, « le christianisme, bien loin d'avoir été l'ennemi de la civilisation antique, l'a empêchée de périr. Il a sauvé du naufrage la science, les arts, les institutions sociales ». Malgré « un peu trop d'emphase, une certaine tendance à l'hagiographie », selon Duroselle, Ozanam reste historien, sa critique dans l'appréciation des faits et ses méthodes de travail sont scientifiques.

#### Le métier d'enseignant
Parallèlement à cet enseignement, il fait des conférences de philologie, il inspecte des professeurs de langues étrangères dans les collèges de Paris, il participe aux examens de recrutement des enseignants, fait partie du jury de l'agrégation, et doit souvent aller faire passer le baccalauréat. Pendant quelques années, il accepte aussi la lourde charge d'enseignement en classe de rhétorique au collège Stanislas. Ses voyages en Allemagne en 1840, en Italie en 1841, 1847 et 1853, à Londres en 1851, en Espagne en 1852 sont toujours des missions d'études même si, à partir de 1847, des raisons de santé, le font chercher la chaleur des pays méditerranéens. Le professeur a du succès, il est éloquent et clair, il est enthousiaste, son auditoire est nombreux. Ses cours préparés avec un grand soin, par un travail acharné et souvent épuisant, s'appuient sur une érudition rigoureuse et une connaissance des langues étrangères.

#### Concilier la science et le christianisme
L'Église et l'Université sont alors en forte opposition : « Être chrétien et universitaire, l'enjeu est difficile à tenir, dans les années 1840, au plus fort des querelles sur le monopole de l'enseignement ». Frédéric Ozanam s'efforce de concilier fidélité à l'Église et fidélité à l'Université, prend une position mesurée, difficile à tenir, souvent mal comprise et critiquée.
Il ne suit pas les polémiques outrancières lancées contre des universitaires par le journal catholique L'Univers. Prêt à combattre avec d'autres catholiques les doctrines qu'il ne partage pas, il ne le fait qu'en respectant « les hommes, les talents, les personnes ». À la demande du ministre Villemain, il prête même sa plume pour réfuter un ouvrage polémique dirigé contre l'Université. À la Sorbonne, entouré de collègues qui critiquent par rationalisme que l'histoire religieuse soit abordée ou que des convictions religieuses soient exprimées, il soutient son collègue « le très catholique » Charles Lenormant dont le cours est contesté par des étudiants libéraux. Lui-même ne change rien au contenu de ses cours mais en élève toujours plus les exigences scientifiques.
« Je suis de l'Église et de l'Université tout ensemble et je leur ai consacré sans hésitation une vie qui sera bien remplie si elle honore Dieu et qu'elle serve l'État. Je veux concilier ces devoirs […] Je pense  en avoir accompli une partie lorsque, dans un enseignement public, devant un auditoire de toute croyance et de tous les partis, je professe avec simplicité la science chrétienne : je crois ainsi faire la meilleure réponse à ceux qui accusent nos chaires […]. Je sais que plusieurs [de mes amis] s'effrayent de me voir prendre la parole dans la même enceinte où me précède un professeur d'histoire ancienne qui attaque la Révélation. »

### Un chrétien convaincu

#### Du catholicisme libéral au catholicisme social
Dès les années 1830, Frédéric Ozanam se situe dans le courant inauguré par Lamennais qui voit dans les principes révolutionnaires de Liberté, Égalité et Fraternité, une traduction moderne du message évangélique. Lecteur de L'Avenir, il croit à une alliance possible de la Religion et de la Liberté, il récuse l'union du « trône et de l'autel » et rejoint, en 1843, le groupe des catholiques libéraux qui relance la revue Le Correspondant à laquelle il collabore. Mais il est préoccupé depuis toujours par l'apparition de la misère ouvrière liée à la révolution industrielle. En 1836, il décrit en ces termes ce que Marx appellera la « lutte des classes » : « La question qui agite aujourd'hui le monde autour de nous n'est ni une question de personnes, ni une question de formes politiques, c'est une question sociale. C'est de savoir qui l'emportera de l'esprit d'égoïsme ou de l'esprit de sacrifice ; si la société ne sera qu'une grande exploitation au profit des plus forts ou une consécration de chacun au service de tous. Il y a beaucoup d'hommes qui ont trop et qui veulent avoir encore ; il y en a beaucoup plus d'autres qui n'ont rien et qui veulent prendre si on ne leur donne rien. Entre ces deux classes d'hommes, une lutte se prépare et elle menace d'être terrible : d'un côté la puissance de l'or, de l'autre la puissance du désespoir. »

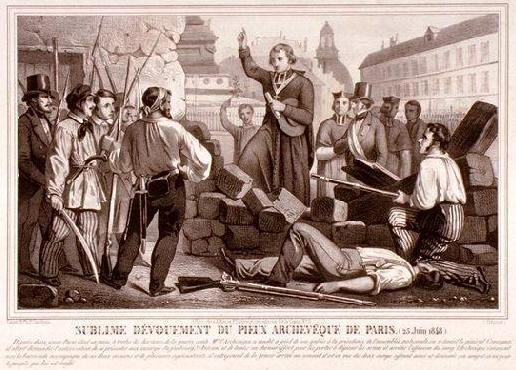
L'archevêque de Paris sur les barricades, 23 juin 1848.

La question sociale est à l'origine de son engagement politique. Peu avant les journées révolutionnaires de février 1848, sa célèbre phrase « Passons aux Barbares » est prononcée dans un discours au Cercle Catholique et reprise dans un article du Correspondant : pour lui, de même que l’Église s'était détachée de l'Empire romain décadent pour s'appuyer sur les royaumes barbares, de même il fallait passer « du camp des rois, des hommes d'État de 1815, pour aller au peuple ». Il participe donc à la fondation du journal L'Ère nouvelle, avec Lacordaire et l'abbé Maret pour défendre l'idéal démocratique et fournit 65 articles dans la courte période de cette publication entre avril 1848 et janvier 1849.  Ainsi, par sa participation à l’Ère nouvelle, Ozanam compte parmi les pères fondateurs de la démocratie chrétienne. En avril 1848, il se présente même, sans succès, aux élections législatives à Lyon. Lors de l'insurrection de juin, il fait une démarche auprès de Denys Affre pour lui demander de tenter de rétablir la paix : arrivé sur une barricade place de la Bastille, l'archevêque est atteint d'une balle de fusil, et meurt peu après. Son engagement politique reste très bref, mais sa prescience de la question sociale fait de lui un précurseur.

#### Une vision novatrice de l'Église
La réconciliation de la liberté et de l’Église qu'il souhaite est à l'origine des espoirs qu'il met en Pie IX. Il souhaite une papauté dont les chefs apparaissent moins comme des princes temporels que comme des pasteurs. Dans une Église insuffisamment sensible aux évolutions de la société et à la misère ouvrière, il témoigne de la primauté de l'amour des pauvres. Dans le contexte français d'une institution ecclésiale très cléricale, il met en avant le rôle et la mission propres des laïcs. L'historien J.-B. Duroselle voyait en lui le précurseur de l'action catholique laïque : il témoigne de sa foi, sans prosélytisme dans le milieu universitaire où il est placé.

### Le dernier combat, face à la maladie et à la mort
À nouveau malade en 1852, Frédéric Ozanam part en cure aux Eaux-Bonnes dans les Pyrénées puis séjourne à Biarritz et Bayonne d'où il se rend à Burgos, en Espagne. Il poursuit sa quête de guérison, rejoignant à la fin de l'année Marseille puis l'Italie. D'abord à Pise (où il rédige, le jour de ses quarante ans le 23 avril 1853 sa Prière de Pise) puis à Livourne (quartier San Jacopo) et à l'Antignano, il voit la maladie faire des progrès. Dans ces mois, il recopie sur un manuscrit les textes bibliques qui nourrissent sa méditation et que sa femme fera publier en 1858 sous le nom de Livre des malades. Il revient en France à la fin du mois d'août 1853 et meurt à Marseille quelques jours plus tard des complications d'une tuberculose rénale.
Son tombeau se trouve dans la crypte de l'église Saint-Joseph-des-Carmes.

## Reconnaissance posthume

### Commémorations
Des manifestations ont marqué, en 1913, le centenaire de sa naissance, et, en 1953, le centenaire de sa mort. En 2013, la société de Saint-Vincent-de-Paul et d'autres institutions célèbrent le bicentenaire de sa naissance : un colloque s'est déroulé en avril au Palais d'Iéna à Paris, siège du Conseil économique, social et environnemental et une journée d'études a eu lieu à la Sorbonne en septembre en collaboration avec le Centre d'histoire du XIXe siècle des Universités Paris-Sorbonne et Paris I- Panthéon - Sorbonne et le soutien de la Société d'histoire religieuse de France.
Un musée « Souvenir Ozanam » existe au Conseil de Paris de la Société de Saint-Vincent-de-Paul.

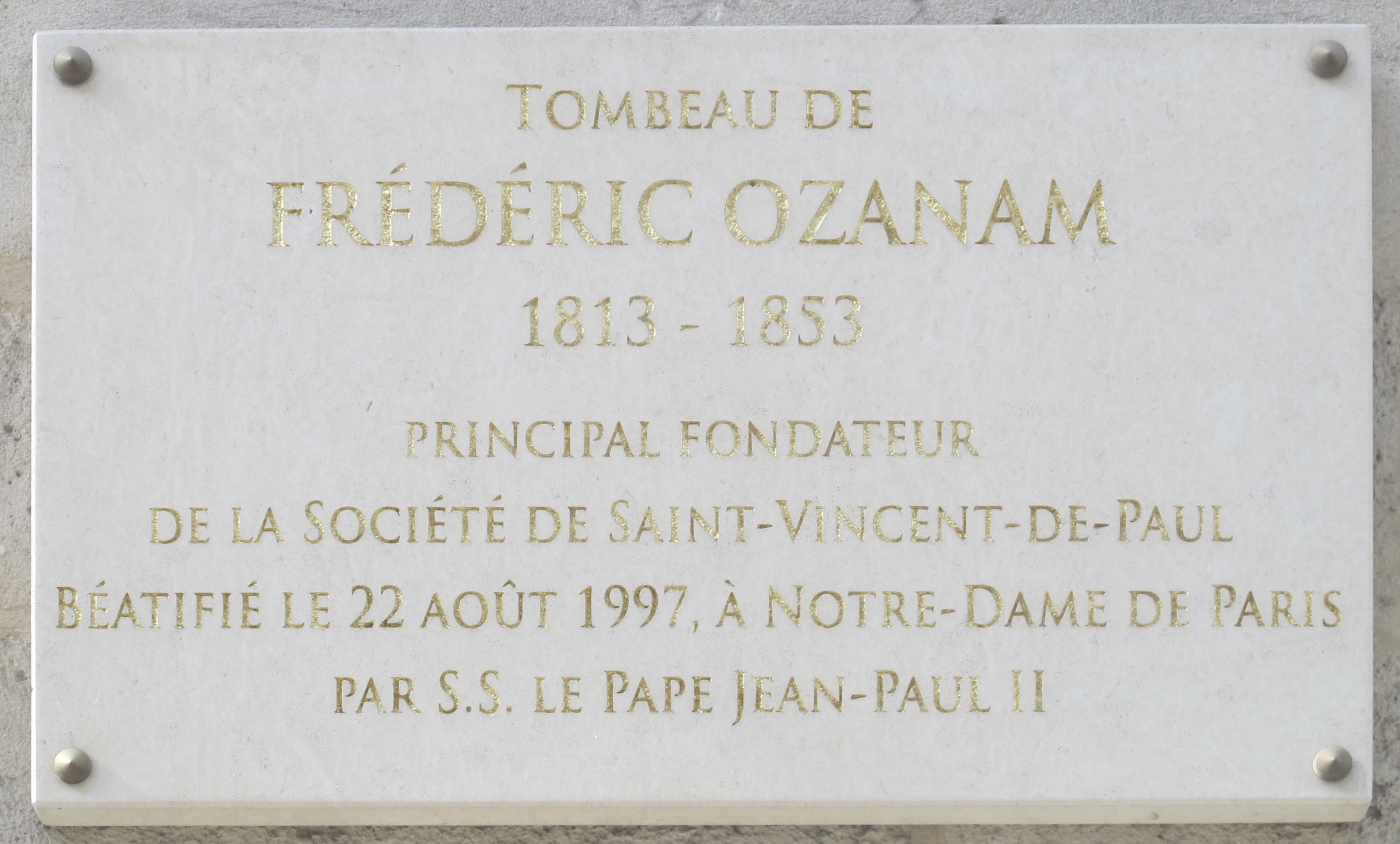
Plaque au 70 rue de Vaugirard.

Une plaque commémorant les premières réunions de la Société de Saint-Vincent-de-Paul est apposée sur la façade d'un immeuble situé à gauche de l'église Saint-Sulpice, à Paris. De même, à l'entrée de l'église Saint-Joseph-des-Carmes au 70, rue de Vaugirard, une plaque, posée en 2013, année du bicentenaire de sa naissance, rappelle que Frédéric Ozanam est enterré dans la crypte de cette église. Il existe aussi un square Ozanam à côté de l'église Notre-Dame des Champs boulevard du Montparnasse ainsi qu'un bâtiment d'internat au collège Stanislas, l'établissement organisant ainsi un « pôle Ozanam » pour les élèves de première en guise d'activité caritative.
Le Centre Madeleine Daniélou de Rueil-Malmaison a nommé en son honneur une bibliothèque destinée à ses prestigieuses classes préparatoires.
Son nom a été donné à quelques établissements privés de l'enseignement catholique à Lille, Limoges, Lyon, Mâcon, Saint-Pierre-Montlimart (Maine-et-Loire), Châlons-en-Champagne, Cesson-Sévigné (Ille-et-Vilaine) et même aux États-Unis (aide à l'enfance en détresse), en Irlande, à un tournoi de football parisien organisé par le Patronage Sainte-Mélanie, à la nouvelle église de Cergy-le-Haut, ainsi qu'à quatre paroisses françaises : à l'est de Nancy en Meurthe-et-Moselle, à Rennes en Ille-et-Vilaine, à Condrieu dans le Rhône, et à Beauvais dans l'Oise. Une rue de Milan et une de Marseille portent également son nom, ainsi qu’un amphithéâtre de l'Institut catholique d'études supérieures (ICES).

### Béatification
Le diocèse de Paris a entamé la procédure de béatification de Frédéric Ozanam en 1925. La cause de béatification a été conclue en juin 1996 et le pape Jean-Paul II l'a proclamé « bienheureux » le 22 août 1997, en la cathédrale Notre-Dame de Paris, au cours des Journées mondiales de la jeunesse de Paris. Il a déclaré alors : « On peut voir en Frédéric Ozanam un précurseur de la doctrine sociale de l'Église, que le pape Léon XIII développera quelques années plus tard dans l'encyclique Rerum Novarum ». Ces idées seront reprises dans les encycliques Quadragesimo anno de Pie XI écrite en 1931 au lendemain de la grande crise économique de 1929 et Centesimus Annus de Jean-Paul II écrite en 1991.

### Hommages
En 1933, la place Ozanam est créée sur le flanc de l'église Notre-Dame-des-Champs dans le 6e arrondissement de Paris, espace sur lequel sera par la suite réalisé le square Ozanam.

À l'occasion des adieux qu'il adresse au pape Jean-Paul II lors de son départ de Paris le 24 août 1997, le premier ministre Lionel Jospin évoque Frédéric Ozanam : 

« […] Le grand rassemblement que vous avez suscité en France aura permis aux jeunes étrangers de mieux connaître les valeurs dont notre pays se veut porteur parmi les nations. Ces valeurs ont été incarnées par un homme remarquable, Frédéric Ozanam, que vous avez choisi de distinguer publiquement à Notre-Dame de Paris. Agrégé et docteur de l'université française, professeur à la Sorbonne, journaliste, le créateur de la Société de Saint-Vincent-de Paul a contribué efficacement à la réconciliation de l'Église et de la République. Il a ainsi favorisé l'émergence d'une conception française de la laïcité, respectueuse de la liberté religieuse, expression de la liberté de conscience.
Cet homme de foi, lucide et passionné ne pouvait rester insensible à la misère et à l'injustice sociale. Même s'il ne fut pas pleinement reçu en son temps, son message a une résonance durable. »

## Œuvres
Son œuvre imprimée est importante. Entre 1855 et 1865 ont été publiées en 11 tomes ses Œuvres complètes, consultables sur Gallica :
- La Civilisation au Ve siècle, tome I et tome II. Leçons faites à la Sorbonne en 1850-1851 avec en appendice une étude de 1850 Des écoles et de l'instruction publique en Italie aux temps barbares.
- Études germaniques dont Les Germains avant le Christianisme (1847) et La Civilisation chrétienne chez les Francs (1849), tome III et IV Leçons faites à la Sorbonne et publiées.
- Les Poètes franciscains en Italie au treizième siècle, réimpression du livre de 1852, suivie d'un mémoire sur Les sources poétiques de la Divine Comédie.
- Dante et la philosophie catholique au treizième siècle, thèse du doctorat ès-lettres soutenue en 1839, Essai sur la philosophie de Dante, complétée et remaniée en 1845.
- Mélanges tome VII et VIII, comprenant de nombreuses études dont Réflexions sur la doctrine de Saint-Simon (1831), Du progrès par le christianisme (1835), Deux chanceliers d'Angleterre : Bacon de Vérulam et S. Thomas de Cantorbéry (1836), Discours sur la puissance du travail (1843), La littérature allemande au Moyen Age (1841), Des Niebelungen et de la Poésie lyrique (1842), Sur le bouddhisme (1842), Du divorce, Extraits de l’Ère nouvelle, Un pèlerinage au pays du Cid (1853), Discours aux Conférences de Saint-Vincent-de-Paul (Florence et Livourne, 1853), etc.
- Le Purgatoire de Dante, traduction et commentaires, leçons de Sorbonne de 1847 à 1850.
- Lettres, tome X et XI :

Sa correspondance a fait l'objet d'une édition critique, Lettres de Frédéric Ozanam (beaucoup plus complète que les tomes X et XI précédemment cités) en 6 tomes dont le premier est publié en 1960 et le dernier en 2013. Ces six ouvrages regroupent les 1494 lettres de Frédéric Ozanam qui ont été gardées ou retrouvées.
- Tome I, Lettres de jeunesse, (1819-1840), publiées avec le concours des descendants d'Ozanam par Léonce Celier, Jean-Baptiste Duroselle, Didier Ozanam. Paris, Bloud & Gay 1960. Réédition, Paris, Société de Saint-Vincent-de-Paul, Éditions Klincksieck, 1997.
- Tome II, Premières années à la Sorbonne, (1841-1844), édition critique de Jeanne Caron ; préface de J.-B. Duroselle. Paris, Celse 1971. Réédition, Paris, Société de Saint-Vincent-de-Paul, 2013.
- Tome III, L'engagement, (1845-1849), édition critique sous la direction de Didier Ozanam, Paris, Celse, 1978.
- Tome IV, Les dernières années, (1850-1853), édition critique par Christine Franconnet. Paris, Éditions Klincksieck, 1992.
- Tome V, Supplément et Tables, édition critique sous la direction de Didier Ozanam. Paris, Éditions Klincksieck, 1997.
- Tome VI, Deuxième Supplément, édition critique sous la direction de Didier Ozanam. Paris, Société de Saint-Vincent-de-Paul, 2013.

Rééditions récentes
- Le Livre des malades : deux rééditions ont été faites.
  - En 2006, celle préfacée par André Vingt-Trois et introduite par Raphaëlle Chevalier-Montariol, comprenant deux parties : Florilège de textes, de pensées et de méditations révélant la personnalité et l'univers spirituel de Frédéric Ozanam (présenté par Amin A. de Tarrazi) ; Le Livre des Malades, lectures tirées de l’Écriture Sainte par Frédéric Ozanam (préfacé par sa femme Amélie Ozanam et ayant fait l'objet d'une première publication en 1858). Édité par la Fédération française de la Société de Saint-Vincent-de Paul,  (ISBN 2-9507202-1-8).
  - En 2012, celle des éditions Artège,  (ISBN 978-236040095-9).
- Les Fioretti de Saint-François, présentation et traduction de Frédéric Ozanam, édit. L’œuvre, juin 2012,  (ISBN 978- 2-35631-135-1).
- Les origines du socialisme, Du divorce, édit. L’œuvre, juin 2012,  (ISBN 978-2-35631-133-7).
- Des devoirs littéraires des chrétiens (discours du 22 mai 1843 prononcé au Cercle catholique et publié dans le volume VII, Mélanges I de l'édition des Œuvres complètes, Lecoffre, 1855), réédition, Le Centurion, Écrits Brefs, 7 avril 2016,  (ISBN 979-1092801347).

Traductions récentes
- en italien : Federico Ozanam, Lettere scelte, Il cuore ha sete di infinito, a cura di Maurizio Ceste, Rubbettino Editore, Volume I, novembre 2015. Federico Ozanam, Scritti sociali e politici, La più alta forma di carità, a cura di Maurizio Ceste, Rubbettino Editore, Volume II, septembre 2019.
- en espagnol :  Correspondencia, cartas de juventud (1819-1840), traduction P. Jaime Corera C.M. et édition sous la direction de Sr. Francisco Javier Fernández Chento, octobre 2015. Premier des quatre tomes de la Correspondencia completa,  (ISBN 978-8494449109).

Certains papiers personnels de Frédéric Ozanam sont conservés sous forme de microfilms aux Archives nationales sous la cote 316AP. L'ensemble de ses manuscrits et de sa correspondance est depuis 2003 au département des Manuscrits de la BnF sous la cote NAF 28199.